# جک کسیدی
جک کسیدی (انگلیسی: Jack Cassidy; ۵ مارس ۱۹۲۷ – ۱۲ دسامبر ۱۹۷۶) یک هنرپیشه اهل ایالات متحده آمریکا بود. وی بین سال‌های ۱۹۴۶ تا ۱۹۷۶ میلادی فعالیت می‌کرد.
وی همچنین برنده جوایزی همچون جایزه تونی شده‌است.

## گزیده فیلمشناسی
از فیلم‌ها یا برنامه‌های تلویزیونی که وی در آن نقش داشته‌است می‌توان از کارهای زیر نام برد:
- تحریم آیگر (فیلم) (۱۹۷۵)
- دود اسلحه (۱۹۵۸)
- ماوریک (مجموعه تلویزیونی) (۱۹۶۱)
- آلفرد هیچکاک تقدیم می‌کند (۱۹۶۱)
- اورگلیدز (۱۹۶۲)
- آلفرد هیچکاک تقدیم می‌کند (۱۹۶۵)
- افسونگر (مجموعه تلویزیونی) (۱۹۶۸–۷۰)
- بونانزا (۱۹۷۱)
- ستوان کلمبو (۱۹۷۱)
- نایت گالری (۱۹۷۱)
- مأموریت: غیرممکن (۱۹۷۲)
- شبح هالیوود (۱۹۷۴)
- ستوان کلمبو (۱۹۷۴)
- کنن (۱۹۷۴)
- هاوایی فایو-او (۱۹۷۵)
- ستوان کلمبو (۱۹۷۶)
- مک‌کلاود (۱۹۷۷)